# Associazione Calcio Monza 1940-1941
Questa voce raccoglie le informazioni riguardanti l'Associazione Calcio Monza nelle competizioni ufficiali della stagione 1940-1941.

## Stagione
Nella stagione 1940-1941 il Monza ha disputato il girone B del campionato di Serie C, con 14 punti in classifica si è piazzato al sedicesimo e ultimo posto della classifica. Con quattro vittorie, sei pareggi e venti sconfitte è retrocesso in Prima Divisione con la Pro Ponte. Il torneo è stato vinto dai veronesi dell'Audace di San Michele Extra con 43 punti, che ha partecipato al girone finale senza ottenere la promozione in Serie B. Secondo nel girone il Mantova con 38 punti, terzo il Vigevano con 37 punti.
Con alla presidenza l'encomiabile Ernesto Crippa che ritorna dopo sette stagioni e allenato dall'ex portiere biancorosso Angelo Piffarerio il Monza con scarse risorse finanziarie e sportive disputa un campionato disastroso, si salva l'ala Luigi Gelosa che realizza otto reti, in totale si segnano 31 reti ma se ne subiscono 71, la causa principale del basso profilo stagionale. La compagine brianzola retrocede così sul campo per la prima ed unica volta nella sua storia nei campionati di competenza regionale, la Prima Divisione.

## Rosa
| N. |                   | Ruolo | Calciatore         |
| -- | ----------------- | ----- | ------------------ |
|    | Italia (bandiera) | D     | Giulio Beretta     |
|    | Italia (bandiera) | A     | Alfredo Casiraghi  |
|    | Italia (bandiera) | A     | Lino Castelletti   |
|    | Italia (bandiera) | A     | Enrico Cazzaniga   |
|    | Italia (bandiera) | D     | Riccardo Colombo   |
|    | Italia (bandiera) | C     | Dante Compostella  |
|    | Italia (bandiera) | P     | Ernesto Corno      |
|    | Italia (bandiera) | C     | Carlo Farina       |
|    | Italia (bandiera) | D     | Luigi Fumagalli    |
|    | Italia (bandiera) | P     | Serafino Galbiati  |
|    | Italia (bandiera) | D     | Francesco Galdini  |
|    | Italia (bandiera) | A     | Luigi Gelosa       |
|    | Italia (bandiera) | D     | Mario Giacobone    |
|    | Italia (bandiera) | A     | Fiorano Grassi     |
|    | Italia (bandiera) | A     | Pierino Mandelli   |
|    | Italia (bandiera) | D     | Costantino Mariani |

| N. |                   | Ruolo | Calciatore                |
| -- | ----------------- | ----- | ------------------------- |
|    | Italia (bandiera) | A     | Attilio Migliavacca       |
|    | Italia (bandiera) | C     | Gaetano Monticelli        |
|    | Italia (bandiera) | C     | Aldo Mostacchi            |
|    | Italia (bandiera) | A     | Gino Pedani               |
|    | Italia (bandiera) | A     | Mario Piazza              |
|    | Italia (bandiera) | A     | Redaelli                  |
|    | Italia (bandiera) | A     | Giacomo Ristagno          |
|    | Italia (bandiera) | P     | Pio Alfredo Rivolta       |
|    | Italia (bandiera) | D     | Cesare Ferdinando Rossini |
|    | Italia (bandiera) | A     | Abramo Rovelli            |
|    | Italia (bandiera) | C     | Giovanni Sala (I)         |
|    | Italia (bandiera) | A     | Gino Schiffo              |
|    | Italia (bandiera) | A     | Angelo Severgnini         |
|    | Italia (bandiera) | C     | Ugo Uboldi                |
|    | Italia (bandiera) | A     | Ferruccio Viganò          |
|    | Italia (bandiera) | C     | Virginio Vismara          |

## Risultati

### Girone di andata
| Arbitro: | Cicardi (Lecco) |

|                               |           |                                 |
| Gelosa 70’ (rig.) Schiffo 88’ | Marcatori | 55’ Carelli 65’ (aut.) Galbiati |

| Arbitro: | Bernardi (Bologna) |

|                                                |           |  |
| Mantovani 12’, 39’ Frattini 63’ (rig.) Lui 77’ | Marcatori |  |

| Arbitro: | Maggi (Novara) |

|            |           |                |
| Gelosa 21’ | Marcatori | 60’ Fornasaris |

| Arbitro: | Di Pasquale (Varese) |

|                                          |           |  |
| Fossa 13’, 63’ Antolini 49’ Ferretti 52’ | Marcatori |  |

| Arbitro: | Mastrazzi (Brescia) |

|                          |           |  |
| Cordioli 64’ Pesenti 75’ | Marcatori |  |

| Arbitro: | Rabitti (Genova) |

|              |           |  |
| Ristagno 77’ | Marcatori |  |

| Arbitro: | Gambarelli (Nembro) |

|                    |           |           |
| G. Bandirali I 14’ | Marcatori | 8’ Gelosa |

| Arbitro: | Rosso (Torino) |

|            |           |                           |
| Gelosa 69’ | Marcatori | 70’ Catesi 82’ Arcari III |

| Arbitro: | Bernardi (Bologna) |

|                                          |           |                               |
| Zacchi 13’, 19’ Beghi 25’ Bulgarelli 34’ | Marcatori | 84’ (rig.) Gelosa 90’ Colombo |

| Arbitro: | De Vecchi (Milano) |

|                               |           |                  |
| Migliavacca 30’ Cazzaniga 52’ | Marcatori | 75’ (rig.) Rossi |

| Arbitro: | Cipriani (Milano) |

|                      |           |  |
| Mora 37’ Benigni 65’ | Marcatori |  |

| Arbitro: | Chiti (Desenzano del Garda) |

|  |           |                   |
|  | Marcatori | 25’, 48’ Anastasi |

| Arbitro: | Scotto (Savona) |

|                                                              |           |                             |
| Lecchi 7’ Sacchini 30’ Miglioli 31’, 83’ Basaglia 61’ (rig.) | Marcatori | 8’, 87’ Gelosa 51’ Ristagno |

| Arbitro: | Bogetti (Torino) |

|           |           |                                |
| Gelosa 4’ | Marcatori | 23’ Frione 27’ (rig.ì) Ferrari |

| Arbitro: | De Benedictis (Padova) |

|                                                    |           |            |
| Busconi 23’ Mazzocchi 51’ Concesi 84’ Bertuzzi 85’ | Marcatori | 47’ Farina |

### Girone di ritorno
| Arbitro: | Masini (Genova) |

|                            |           |  |
| Bertini 34’ Moscatello 47’ | Marcatori |  |

| Arbitro: | Cipriani (Milano) |

|            |           |                    |
| Grassi 60’ | Marcatori | 72’, 90’ Marmiroli |

| Arbitro: | Zeni (Casalpusterlengo) |

|                                               |           |              |
| Valetti 11’ Galli 28’, 37’, 43’, 50’ Fava 70’ | Marcatori | 61’ Mandelli |

| Arbitro: | Piglione (Reggio Emilia) |

|  |           |              |
|  | Marcatori | 19’ Scategni |

| Arbitro: | Rossi (Milano) |

|  |           |                               |
|  | Marcatori | 16’ Colombi 42’, 85’ Barbieri |

| Arbitro: | Zeni (Casalpusterlengo) |

|                                                              |           |  |
| Melato 36’, 51’ Sala 61’ Melato 63’, 66’ Maggi 79’ Ricci 86’ | Marcatori |  |

| Monza 6 aprile 1941 22ª giornata | Monza          | 0 – 0 | Crema | Campo di via Ghilini\| Arbitro: \| Leoni (Milano) \| |
| Arbitro:                         | Leoni (Milano) |       |       |                                                      |

| Arbitro: | Cristianello (Bari) |

|                                              |           |             |
| Moreschi 1’, 90’ Brambilla 60’ Bonazzoli 85’ | Marcatori | 65’ Colombo |

| Arbitro: | Mondani (Milano) |

|                                |           |                                |
| Colombo 14’ Rossini 82’ (rig.) | Marcatori | 43’, 61’ Ravizzoli 88’ Romitti |

| Arbitro: | Cipriani (Milano) |

|            |           |  |
| Pompei 22’ | Marcatori |  |

| Arbitro: | Mastrazzi (Brescia) |

|                                                   |           |  |
| Cazzaniga 30’, 32’ Mandelli 38’ Ristagno 39’, 63’ | Marcatori |  |

| Arbitro: | Codeluppi (Lodi) |

|              |           |             |
| Anastasi 30’ | Marcatori | 20’ Schiffo |

| monza 18 maggio 1941 28ª giornata | Monza             | 0 – 0 | Pirelli | Campo di via Ghilini\| Arbitro: \| Matucci (Seregno) \| |
| Arbitro:                          | Matucci (Seregno) |       |         |                                                         |

| Arbitro: | Mazzoli (Castelfranco Emilia) |

|                                                 |           |              |
| Lombatti 5’ Del Grosso 20’, 35’ Frione 75’, 89’ | Marcatori | 51’ Mandelli |

| Arbitro: | Brassi (Pavia) |

|                                                   |           |  |
| Schiffo 41’ Casiraghi 44’ Piazza 83’ Mandelli 86’ | Marcatori |  |

## Arrivi e partenze
| Acquisti | Acquisti          | Acquisti | Acquisti   |
| -------- | ----------------- | -------- | ---------- |
| C        | Carlo Farina      | Breda    | definitivo |
| D        | Mario Giacobone   | ???      | ???        |
| .        | Aldo Messa        | Singer   | prestito   |
| C        | Aldo Mostacchi    | Monza    | riserve    |
| C        | Aurelio Piazza    | Fanfulla | definitivo |
| A        | Mario Piazza      | Lissone  | prestito   |
| A        | Abramo Rovelli    | ???      | ???        |
| A        | Gino Schiffo      | Falck    | definitivo |
| A        | Angelo Severgnini | ???      | ???        |
| C        | Ugo Uboldi        | Singer   | prestito   |
| C        | Virginio Vismara  | Falck    | definitivo |

| Cessioni | Cessioni            | Cessioni | Cessioni   |
| -------- | ------------------- | -------- | ---------- |
| .        | Amos Crotti         | ???      | ???        |
| A        | Attilio Farina      | Breda    | definitivo |
| D        | Giuseppe Fiammenghi | ???      | ???        |
| A        | Gian Luigi Lecchi   | Pirelli  | definitivo |
| C        | Antonio Vismara     | Liguria  | definitivo |